# Torneo Centroamericano 1974
El Torneo Centroamericano 1974 fue la séptima edición del Torneo Centroamericano de la Concacaf, torneo de fútbol a nivel de clubes de Centroamérica y que contó con la participación de 10 equipos de la región. El ganador estaría en la final de la Copa de Campeones de la Concacaf 1974.
El CSD Municipal de Guatemala fue el campeón tras vencer en la final al Alianza FC de El Salvador.

## Equipos participantes
En cursiva los equipos debutantes en el torneo.
| País                | Equipo                                                        |
| ------------------- | ------------------------------------------------------------- |
| Guatemala 2 cupos   | CSD Municipal Aurora FC                                       |
| El Salvador 2 cupos | Alianza FC CD Negocios Internacionales                        |
| Nicaragua 2 cupos   | Deportivo Santa Cecilia Deportivo Universidad Centroamericana |
| Honduras 2 cupos    | CD Motagua CD Marathón                                        |
| Costa Rica 2 cupos  | CS Cartaginés Deportivo Saprissa                              |

## Primera ronda

### Alianza - Universidad Católica
| 26 de mayo de 1974 | Universidad Católica | 0:5 | Alianza                                           | Estadio Flor Blanca, San Salvador |  |
|                    |                      |     | Cañadas · González · Guerra · Hermosilla · Osorio |                                   |  |

| 28 de mayo de 1974 | Alianza  | 1:0 (Global 6:0) | Universidad Católica | Estadio Flor Blanca, San Salvador |  |
|                    | González |                  |                      |                                   |  |

### Motagua - Cartaginés
| 5 de mayo de 1974 | Motagua       | 1:0 (1:0) | Cartaginés | Estadio Nacional, Tegucigalpa |                          |
|                   | Hernández 40' |           |            | Árbitro(s): Miguel Lépiz      | Árbitro(s): Miguel Lépiz |

| 19 de mayo de 1974 | Cartaginés | 0:2 (0:1) (Global 0:3) | Motagua                    | Estadio Fello Meza, Cartago        |                                    |
|                    |            |                        | Blandón 40' · Guifarro 48' | Árbitro(s): Cecilio Midence Torres | Árbitro(s): Cecilio Midence Torres |

### Aurora - Saprissa
| 12 de mayo de 1974 | Saprissa                      | 2:1 (1:0) | Aurora               | Estadio Ricardo Saprissa, San José                       |                                                          |
|                    | C. Solano 39' · G. Solano 84' |           | F. Solano 59' (a.g.) | Asistencia: 3 304 espectadores Árbitro(s): Efrén Aguilar | Asistencia: 3 304 espectadores Árbitro(s): Efrén Aguilar |

| 19 de mayo de 1974                                   | Aurora          | 2:1 (0:0; 2:1) (Global 3:3) | Saprissa      | Estadio del Ejército, Ciudad de Guatemala |  |
|                                                      | Morales 72' 89' |                             | G. Solano 66' |                                           |  |
| Aurora clasifica por medio de lanzamiento de moneda. |                 |                             |               |                                           |  |

### Municipal - Marathón
| 19 de mayo de 1974 | Marathón | 0:1 (0:0) | Municipal     | Estadio Francisco Morazán, San Pedro Sula |  |
|                    |          |           | Mitrovich 75' |                                           |  |

| 26 de mayo de 1974 | Municipal                        | 3:0 (1:0) (Global 4:0) | Marathón | Estadio Mateo Flores, Ciudad de Guatemala |  |
|                    | Anderson 51' 54' · Mitrovich 15' |                        |          |                                           |  |

### Negocios Internacionales - Diriangén
| 26 de mayo de 1974 | Negocios Internacionales | 4:1 | Diriangén   | Estadio Flor Blanca, San Salvador |  |
|                    | Biardo · Desconocido/s   |     | Quintanilla |                                   |  |

## Segunda ronda

### Aurora - Negocios Internacionales
| 21 de junio de 1974 | Aurora            | 3:1 | Negocios Internacionales | Estadio Mateo Flores, Ciudad de Guatemala |  |
|                     | Morales · Pennant |     | Desconocido              |                                           |  |

| 28 de junio de 1974 | Negocios Internacionales | 2:2 (Global 3:5) | Aurora         | Estadio Flor Blanca, San Salvador |  |
|                     | Meneses · Sosa           |                  | Diaz · Morales |                                   |  |

### Municipal - Motagua
| 21 de junio de 1974 | Motagua | 0:0 | Municipal | Estadio Nacional, Tegucigalpa   |  |
|                     |         |     |           | Asistencia: 13,858 espectadores |  |

| 28 de junio de 1974 | Municipal                                                 | 4:0 (4:0) (Global 4:0) | Motagua | Estadio Mateo Flores, Ciudad de Guatemala |  |
|                     | Mitrovich 10' 41' · Washington Benítez 31' · Anderson 35' |                        |         |                                           |  |

## Tercera ronda
| 21 de agosto de 1974 | Aurora        | 2:3 | Alianza             | Estadio Mateo Flores, Ciudad de Guatemala |  |
|                      | Desconocido/s |     | Ottensen · González |                                           |  |

| 1 de septiembre de 1974 | Alianza | 1:0 (Global 4:2) | Aurora | Estadio Flor Blanca, San Salvador |  |
|                         | Cañadas |                  |        |                                   |  |

## Final

### Ida
| 29 de septiembre de 1974 | Alianza | 0:1 | Municipal          | Estadio Flor Blanca, San Salvador |                          |
|                          |         |     | Washington Benítez | Árbitro(s): Miguel Lépiz          | Árbitro(s): Miguel Lépiz |

### Vuelta
| 6 de octubre de 1974 | Municipal                   | 2:0 (Global 3:0) | Alianza | Estadio Mateo Flores, Ciudad de Guatemala |  |
|                      | Washington Benítez · Carías |                  |         |                                           |  |

## Campeón
Municipal
Campeón
1° título